# Луи II (граф Лоона)
Луи II (нидерл. Louis II de Looz; ум. 29 или 30 июля 1218) — граф Лоона после 1194 года. Граф Голландии (под именем Людовик I) в 1203—1206 годах. Сын Жерара (Герхарда) II де Лоон и Аделаиды Гельдернской.

## Биография
Одержал победу над герцогом Брабанта Генрихом I в борьбе за наследство Альбера III, графа де Моха (своего родственника). В результате присоединил к своим владениям Маастрихт и Сен-Трон.
В 1203 году женился на Аде (Аиде) (1188—1227), графине Голландии, дочери Дирка VII и Аделаиды Клевской. Детей в этом браке не было.
После свадьбы Луи II объявил себя графом Голландии. Однако свои права на неё предъявил Виллем — дядя Аиды, которого поддержало местное население. Луи II не смог собрать большую армию для борьбы с ним и потерпел поражение, Аида попала в плен (1206), и они с мужем были вынуждены отказаться от своих притязаний.
В 1213 году Луи де Лоон оказал поддержку епископу Льежа Гуго де Пьерпону, благодаря которой тот одержал победу в битве на Степе.
В 1218 году (29 или 30 июля) Луи II умер в результате отравления. После его смерти графством Лоон управляли:
- Генрих (его брат, граф Дюра)  - до своей смерти 2 августа того же года;
- Арнуль III (другой брат, граф Ринека), умер между 12 февраля и 20 сентября 1221;
- Арнуль IV, племянник - сын Жерара III, графа Ринека.